# 4 × 100 meter stafett för herrar i friidrott vid olympiska sommarspelen 2008
Herrarnas 4 x 100 meter stafett i Olympiska sommarspelen 2008 ägde rum 21 och 22 augusti i Pekings Nationalstadion.
16 nationer var anmälda till grenen. De hade kvalificerat sig utifrån medelvärdet av sina två bästa tider under den gångna kvalificeringsperioden. Australien var kvalificerade som 14:e nation men drog tillbaka sin anmälan varför den lediga platsen lämnades till Nederländerna.

## Medaljörer
| Event         | Guld                                                                                               | Guld  | Silver                                                                 | Silver | Brons                                                                      | Brons |
| 4 x 100 meter | Trinidad och Tobago Keston Bledman Marc Burns Emmanuel Callender Richard Thompson Aaron Armstrong* | 38,06 | Japan Naoki Tsukahara Shingo Suetsugu Shinji Takahira Nobuharu Asahara | 38,15  | Brasilien Vicente de Lima Sandro Viana Bruno de Barros José Carlos Moreira | 38,24 |

(*) Deltog endast i semifinal.

## Rekord
| Världsrekord     | USA Mike Marsh Leroy Burrell Dennis Mitchell Carl Lewis Jon Drummond Andre Cason Dennis Mitchell Leroy Burrell | 37,40 s | Barcelona, Spanien Stuttgart, Tyskland | 8 augusti 1992 21 augusti 1993 |
| Olympiskt rekord | Mike Marsh Leroy Burrell Dennis Mitchell Carl Lewis                                                            | 37,40 s | Barcelona, Spanien                     | 8 augusti 1992                 |

## Kvalsummering
Lagen gick vidare till följd av medeltalet av två kvaltider. 
| Placering | Land                | 2 lopp | 2 lopp     | 1     | 2     |
| Placering | Land                | Totalt | Genomsnitt | 1     | 2     |
| --------- | ------------------- | ------ | ---------- | ----- | ----- |
| 1         | USA                 | 75,88  | 37,94      | 37,78 | 38.10 |
| 2         | Jamaica             | 75.91  | 37.96      | 37.89 | 38.02 |
| 3         | Storbritannien      | 76.20  | 38.10      | 37.90 | 38.30 |
| 4         | Japan               | 76.24  | 38.12      | 38.03 | 38.21 |
| 5         | Brasilien           | 76.26  | 38.13      | 37.99 | 38.27 |
| 6         | Tyskland            | 77.12  | 38.56      | 38.56 | 38.56 |
| 7         | Frankrike           | 77.18  | 38.59      | 38.40 | 38.78 |
| 8         | Polen               | 77.23  | 38.62      | 38.61 | 38.62 |
| 9         | Nigeria             | 77.34  | 38.67      | 38.43 | 38.91 |
| 10        | Kanada              | 77.53  | 38.77      | 38.72 | 38.81 |
| 11        | Italien             | 77.56  | 38.78      | 38.54 | 39.02 |
| 12        | Trinidad och Tobago | 77.56  | 38.78      | 38.54 | 39.02 |
| 13        | Sydafrika           | 77.80  | 38.90      | 38.75 | 39.05 |
|           | Australien          | 77.82  | 38.91      | 38.73 | 39.09 |
| 14        | Kina                | 77.85  | 38.93      | 38.81 | 39.04 |
| 15        | Thailand            | 77.89  | 38.95      | 38.94 | 38.95 |
| 16        | Nederländerna       | 77.95  | 38.98      | 38.92 | 39.03 |
| Reserver  |                     |        |            |       |       |
| 17        | Schweiz             | 78.01  | 39.01      | 38.99 | 39.02 |
| 18        | Ghana               | 78.08  | 39.04      | 38.91 | 39.17 |
| 19        | Ryssland            | 78.45  | 39.23      | 39.08 | 39.37 |

## Resultat

### Semifinaler
Heat 1
| Bana | Nation              | Löpare                                                              | Tid   | Noteringar |
| ---- | ------------------- | ------------------------------------------------------------------- | ----- | ---------- |
| 8    | Trinidad och Tobago | Keston Bledman, Marc Burns, Aaron Armstrong, Richard Thompson       | 38,26 | Q          |
| 4    | Japan               | Naoki Tsukahara, Shingo Suetsugu, Shinji Takahira, Nobuharu Asahara | 38,52 | Q, SB      |
| 3    | Nederländerna       | Maarten Heisen, Guus Hoogmoed, Patrick van Luijk, Caimin Douglas    | 38,87 | Q, SB      |
| 2    | Brasilien           | Jose Carlos Moreira, Bruno de Barros, Vicente de Lima, Sandro Viana | 39,01 | q          |
| 6    | Nigeria             | Onyeabor Ngwogu, Obinna Metu, Chinedu Oriala, Uchenna Emedolu       | DNF   |            |
| 9    | Polen               | Marcin Nowak, Łukasz Chyła, Marcin Jędrusiński, Dariusz Kuć         | DNF   |            |
| 5    | Sydafrika           | Hannes Dreyer, Leigh Julius, Ishmael Kumbane, Thuso Mpuang          | DNF   |            |
| 7    | USA                 | Rodney Martin, Travis Padgett, Darvis Patton, Tyson Gay             | DNF   |            |

Heat 2
| Bana | Nation         | Löpare                                                                                | Tid   | Noteringar |
| ---- | -------------- | ------------------------------------------------------------------------------------- | ----- | ---------- |
| 6    | Jamaica        | Dwight Thomas, Michael Frater, Nesta Carter, Asafa Powell                             | 38,31 | DIS        |
| 2    | Kanada         | Hank Palmer, Anson Henry, Jared Connaughton, Pierre Browne                            | 38,77 | Q          |
| 3    | Tyskland       | Tobias Unger, Till Helmke, Alexander Kosenkow, Martin Keller                          | 38,93 | Q          |
| 9    | Kina           | Wen Yongyi, Zhang Peimeng, Lu Bin, Hu Kai                                             | 39,13 | q          |
| 7    | Thailand       | Apinan Sukaphai, Siriroj Darasuriyong, Sompote Suqannarangsri, Sittichai Suwonprateep | 39,40 |            |
| 4    | Frankrike      | Yannick Lesourd, Martial Mbandjock, Manuel Reynaert, Samuel Coco-Viloin               | 39,53 |            |
| 5    | Storbritannien | Simeon Williamson, Tyrone Edgar, Marlon Devonish, Craig Pickering                     | DIS   |            |
| 8    | Italien        | Fabio Cerutti, Simone Collio, Emanuele di Gregorio, Jacques Riparelli                 | DIS   |            |

### Final
| Plats | Bana | Namn                                                               | Nationalitet        | Resultat       | Noteringar |
| ----- | ---- | ------------------------------------------------------------------ | ------------------- | -------------- | ---------- |
|       | 4    | Keston Bledman Marc Burns Emmanuel Callender Richard Thompson      | Trinidad och Tobago | 38,06          |            |
|       | 7    | Naoki Tsukahara Shingo Suetsugu Shinji Takahira Nobuharu Asahara   | Japan               | 38,15          | SB         |
|       | 3    | Vicente de Lima Sandro Viana Bruno de Barros Jose Carlos Moreira   | Brasilien           | 38,24          | SB         |
| 5     | 9    | Tobias Benjamin Unger Till Helmke Alexander Kosenkow Martin Keller | Tyskland            | 38,58          |            |
| 6     | 6    | Hank Palmer Anson Henry Jared Connaughton Pierre Browne            | Kanada              | 38,66          | SB         |
| –     | 8    | Maarten Heisen Guus Hoogmoed Patrick van Luijk Caimin Douglas      | Nederländerna       | 45,81          | DIS        |
| –     | 5    | Nesta Carter Michael Frater Usain Bolt Asafa Powell                | Jamaica             | 37,10          | DIS        |
| –     | 2    | Wen Yongyi Zhang Peimeng Lu Bin Hu Kai                             | Kina                | -              | DIS        |
|       |      |                                                                    |                     | Vind: -0,9 m/s |            |

 VR - Världsrekord / NR- Nationsrekord / =SB - Tangerat säsongsbästa / PB - Personbästa / SB - Säsongsbästa / DIS - Diskvalificerad